# Ottomar Meykow

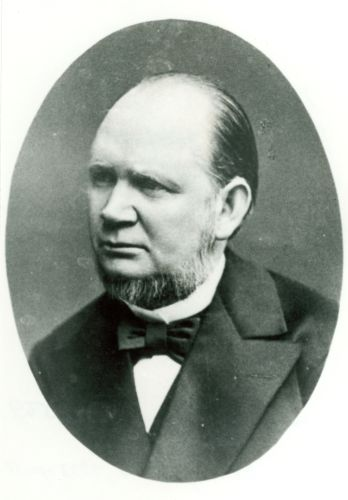

Ottomar Johann Friedrich Meykow (* 7. Januarjul. / 19. Januar 1823greg. in Dorpat, Gouvernement Livland; † 5. Februarjul. / 17. Februar 1894greg. ebenda) war ein deutschbaltischer Jurist.

## Leben und Wissenschaft
Ottomar Meykow besuchte von 1834 bis 1841 das Gymnasium in seiner Heimatstadt Dorpat. Von 1842 bis 1846 studierte er Rechtswissenschaft an der Kaiserlichen Universität Dorpat. 1843 erhielt er die goldene Preismedaille. 1847 wurde er Magister mit seiner Arbeit De duplae stipulationis computatione. 1850 veröffentlichte er seine Promotionsschrift zum Dr. iur. unter dem Titel Die Diction der römischen Brautgabe. Eine rechtshistorische Abhandlung.
Von 1847 bis 1855 war Meykow als Staatsbeamter im russischen Justizministerium (1847–1852) und im Senat (1852–1855) in Sankt Petersburg beschäftigt. Anschließend schlug er eine akademische Laufbahn ein.
Von 1855 bis 1865 war Meykow außerordentlicher Professor für Römisches Recht an der Universität Kasan. Von 1865 bis zu seiner krankheitsbedingten Emeritierung 1892 war er ordentlicher Professor für Rechtswissenschaft an der Universität Dorpat.
Meykow machte sich als Experte für Römisches Recht, deutsches Privatrecht und Baltisches Provinzialrecht einen Namen. Er hatte von 1860 bis 1864 maßgeblichen Anteil an den Vorbereitungen für die Kodifikation des Baltischen Provinzialrechts.
Von 1872 bis 1876 war Meykow Dekan der Juristischen Fakultät der Universität Dorpat. Von 1879 bis 1881 und erneut von 1890 bis 1892 war er Rektor der Universität. Meykow trat aus Protest gegen die Russifizierungsbestrebungen im Baltikum von seinem Amt zurück.